# 诺特莱本
诺特莱本（德語：Nottleben）是德国图林根州的市镇，隶属于哥达县。总面积为8.57平方千米，截至2023年12月31日总人口为422人。